# Villampuy
Villampuy é uma comuna francesa na região administrativa do Centro, no departamento Eure-et-Loir. Estende-se por uma área de 16,63 km². Em 2010 a comuna tinha 309 habitantes (densidade: 18,6 hab./km²).